# Aloe succotrina
Aloe succotrina é uma espécie de liliopsida do gênero Aloe, pertencente à família Asphodelaceae. Localmente conhecido como Fynbos aloe, é um aloe que é endêmico da Cidade do Cabo e o canto sudoeste do Cabo ocidental, África do Sul.

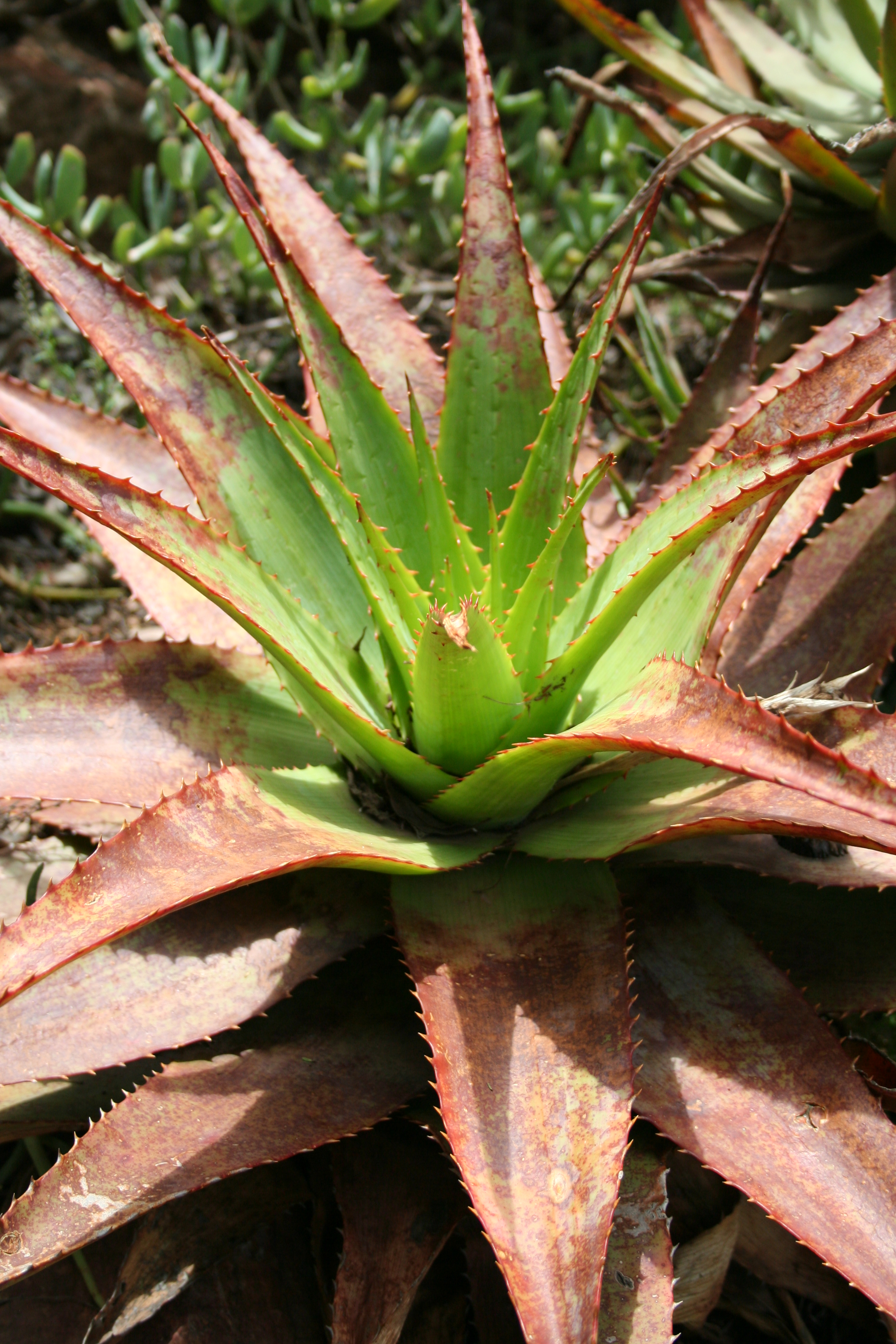
Aloe succotrina

## Descrição

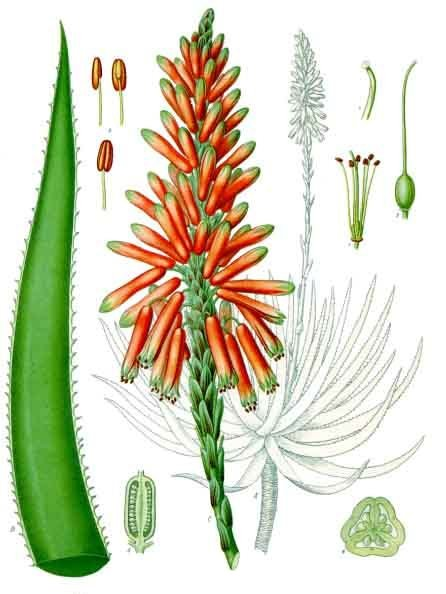
Aloe succotrina ilustração botânica 1887 de Köhler's Medicinal Plants.

A planta Aloe succotrina forma aglomerados de com o diâmetro de 1-2 metros, com suas folhas formando rosetas densas. No inverno, quando floresce (de junho a setembro), produz um racemo alto, com flores vermelhas brilhantes que são polinizadas por pássaros Nectariniidae.
Taxonomicamente, faz parte da série Purpurascentes de espécies  Aloe  estreitamente relacionadas, juntamente com Aloe microstigma, Aloe gariepensis, Aloe khamiesensis e Aloe framesii.

## Distribuição
Aloe succotrina é naturalmente encontrado na Península do Cabo, e até Baía Mossel a leste. Esta aloe é comum na vegetação da peninsula Sandstone Fynbos, e tipicamente cresce no alto das falésias e dos afloramentos rochosos onde os incêndios sazonais não alcançam. É um dos poucos Aloes que ocorre naturalmente em Fynbos juntamente com Kumara plicatilis e Aloiampelos commixta de Serra da Mesa.
É um dos únicos três aloes e seus parentes, com Aloiampelos commixta e Aloe maculata, que são nativas da Cidade do Cabo.

## Cultivo e uso
"Aloe succotrina" pode ser facilmente cultivado como uma planta ornamental em clima mediterrâneo, jardins com baixa exigência de água e em vasos. É particularmente impressionante no inverno, quando floresce. Os jardins da Cabo Ocidental (Africa do Sul) usam isso em Fynbos como paisagismo natural.
A planta prefere um local ensolarado e bem drenado. O espaço deve ser fornecido para a maturidade, já que eventualmente cresce com um grande e denso número de brotos.
A Aloe succotrina pode ser propagada pela separação dos brotos ou pelas sementes.
Esta espécie usa como planta medicinal